# 村上竜太郎
村上 竜太郎（むらかみ りゅうたろう、1969年8月21日 - ）は、日本の元社会人野球選手（外野手）。三菱重工長崎に選手・コーチとして所属した。

## 人物・経歴
熊本工大高等学校から三菱重工長崎に入社、兄・和幸と共にプレー。俊足・好守・強打の外野手として1番をはじめ上位打線を一通りこなし、鋭いスイングで長打を量産した。
1999年の第70回都市対抗野球では2番・中堅手で準優勝に貢献した。また2001年の社会人野球日本選手権で優勝した際にはチームメイトの開田博勝と首位打者賞を争い、打撃賞を受賞した。同年のシーズンオフには社会人ベストナインにも選ばれている。
2007年からはコーチ兼任となっている。

## エピソード
- 三菱重工長崎に入社した際の条件は「練習生」扱いで、3年でものにならなければ解雇という厳しいものだった。通常の野球部練習にブルペンキャッチャーをした後で個人練習をするなど攻守にわたって努力を重ね、さらに2年目には俊足を活かすため右打者から左打者に転向して出場機会をものにした。
- 野球以外にも空手を特技としていた（黒帯）ことから「空手打法」とも呼ばれた。
- 高校の同期に濱ノ嶋啓志がいる。

## 日本代表キャリア
- 日本・キューバ選手権日本代表（1994年）

## 主な表彰・タイトル
- JABA九州大会首位打者賞（1993年）
- 第28回社会人野球日本選手権打撃賞・優秀選手賞（2001年）
- 社会人ベストナイン（2001年）
- 都市対抗野球大会10年連続出場（2006年）